# Der Mann in den Bergen (Fernsehserie)
Der Mann in den Bergen (Originaltitel: The Life and Times of Grizzly Adams) ist ein US-amerikanischer Fernsehfilm und eine US-amerikanische Westernfernsehserie.
Die Produktionen basieren auf dem 1973 veröffentlichten Roman Life and Times of Grizzly Adams von Charles E. Sellier, in dem er das Leben von James Capen Adams beschreibt. Der Film und die Serie adaptieren jedoch nur die Idee und verlagern die Handlung räumlich und zeitlich fort vom Leben der historischen Person.

## Handlung
Die Serie spielt in einem weitgehend unerschlossenen Gebiet im Westen der USA Mitte des 19. Jahrhunderts. Zu Beginn der Serie flieht die Hauptperson, James „Grizzly“ Adams, weil er eines Verbrechens beschuldigt wird, das er nicht begangen hat, in die Berge, um fortan versteckt in der Wildnis zu leben. Hier baut er sich eine Hütte und beginnt ein neues Leben. Ein Hauptelement der Serie ist die Nähe zur Natur, die sich in umfangreichen und abwechslungsreichen Landschaftsaufnahmen und vielen Tieraufnahmen zeigt. Einer der Handlungsstränge ist die Zähmung von Tieren, die ein Talent von Adams ist. Seinen Spitznamen „Grizzly“ Adams erhält er für die Zähmung eines jungen Grizzlys, den er Ben nennt – die historische Person James Adams hatte ebenfalls einen solchen Bären, den er nach Benjamin Franklin benannte.
Die wichtigsten Nebenrollen sind die des Trappers Mad Jack mit seinem störrischen Maultier Nummer Sieben und des Indianers Nakoma, die Adams bei seinen Abenteuern unterstützen. Diese bestehen meist aus einer Bedrohung für Freunde und zufällige Bekannte, die in Notlagen und Gefahren geraten, die Adams allein oder mit der Unterstützung anderer bewältigt.
Im Gegensatz zu anderen Westernserien wird allgemein auf Gewaltdarstellungen und den Einsatz von Schusswaffen verzichtet. Durch die Nebenrollen und Gastrollen wird vielmehr auf Probleme in Bezug auf Familie, Jagd, Neubesiedlung durch „Weiße“ und Konflikte mit den ansässigen Indianerstämmen eingegangen.

## Synchronisation
| Rollenname          | Schauspieler | Synchronsprecher                                                                  |
| ------------------- | ------------ | --------------------------------------------------------------------------------- |
| James Grizzly Adams | Dan Haggerty | Michael Brennicke (ARD-Synchronisation) Holger Schwiers (Kabel-1-Synchronisation) |
| Mad Jack            | Denver Pyle  | Heinz Engelmann                                                                   |
| Nekoma              | Don Shanks   |                                                                                   |

## Produktion
Der Titelsong Maybe des Sängers Thom Pace war so erfolgreich, dass er in Deutschland vom 19. November 1979 bis zum 20. Januar 1980 neun Wochen auf Platz 1 der Single-Charts stand. In der Schweiz erreichte er Platz 2 und in Österreich stieg er auf Platz 8.
Auf Basis des Films und der Serie wurden in den Folgejahren weitere Fernsehfilme produziert, welche sich lose an der Handlung orientierten. Die Rollen wurden dabei mit verschiedenen Schauspielern besetzt.

## Sonstiges
Von 1998 bis 2015 firmierte die Eishockeymannschaft des EHC Wolfsburg als Grizzly Adams Wolfsburg, nach der Figur aus der Fernsehserie. 